# Mercy Joseph
Mercy Mwethya Joseph (* 21. März 1992) ist eine kenianische Badmintonspielerin.

## Karriere
Mercy Joseph startete 2009 und 2010 bei den Afrikameisterschaften, wo sie jeweils das Achtelfinale im Damendoppel erreichte. 2010 spielte sie bei den Commonwealth Games, schied dort jedoch in der Vorrunde des Badmintonturniers aus. 2011 erreichte sie Rang vier bei den Afrikaspielen im Damendoppel. Bei den Kenya International 2013 siegte sie im Mixed mit Patrick Kinyua. 2014 war sie wieder bei den Commonwealth Games am Start, wo sie im Achtelfinale des Dameneinzels stand. Bei der Afrikameisterschaft gewann sie Bronze im Doppel. 2018 qualifizierte sie sich wieder für die Commonwealth Games, schied jedoch in der ersten Runde aus.